# 山崎隆広
山崎 隆広（やまざき たかひろ、1976年10月11日 - ）は、静岡県出身の元プロ野球選手（外野手）。右投右打。引退後はクラーク記念国際高等学校仙台キャンパス女子硬式野球部の監督を務めた。実弟は元プロサッカー選手の山崎哲也。

## 経歴

### プロ入り前
小学時代にソフトボールを習い、中学時代に野球を始める。
静岡商高では投手も務め、中部大学へ進学するも中退。その後、外野手として社会人野球のNTT東海に入団。岩瀬仁紀がチームメイトだった。

統廃合にともなってNTT西日本に移籍後は都市対抗野球には補強選手を含めて何度も出場。
社会人時代に、日本代表として1999年、2000年の4カ国国際大会に出場。2000年はシドニー五輪代表候補に選ばれ、オリックス・ブルーウェーブのキャンプに参加した。
2005年の日本選手権で準優勝すると、2005年の大学・社会人ドラフトで東北楽天ゴールデンイーグルスから9巡目指名を受け、ドラフト制度が確立した1965年以降、野手史上最年長となる29歳1ヶ月（ドラフト当時）でのプロ入りを果たす（以前の野手最年長指名は、1967年に中日ドラゴンズが9位指名した金博昭の28歳10ヶ月）。なお、同僚の岸田護、脇谷亮太など計5名が指名されプロ入りした。

### プロ入り後
2006年、二軍では63試合出場、打率.245、5本塁打（チーム2位）、4盗塁。一軍初出場・初安打を記録した。
2007年、二軍では68試合に出場し、打率.273、6本塁打。即戦力として期待されたが、右肩痛に苦しみ結果を残せなかった。フレッシュオールスターゲームに出場。一軍出場は1試合にとどまった。昨年に続き右肩痛を発症。秋季キャンプでは池山隆寛打撃コーチのアドバイスを受けてフォーム改造に取り組み、すり足をやめて、足を上げてタイミングをとる打法に変えた。
2008年、9月30日のソフトバンク戦でプロ初本塁打を放ったが、翌10月1日の日本ハム戦でダルビッシュ有から手首に死球を受け骨折、そのまま戦線を離脱した。
2009年、一軍では出場機会がなく、10月2日に戦力外通告を受け、そのまま引退。

### 引退後
地元・静岡で一般企業に就職するが、その後、楽天球団に転職。同球団で運営する「楽天イーグルスアカデミー」のジュニアコーチを務めた。2017年6月29日、楽天球団とクラーク記念国際高等学校が提携して高校の仙台キャンパスに女子硬式野球部を創部すると発表。山崎が監督に就任することとなった。

## 詳細情報

### 年度別打撃成績
| 年 度     | 球 団     | 試 合 | 打 席 | 打 数 | 得 点 | 安 打 | 二 塁 打 | 三 塁 打 | 本 塁 打 | 塁 打 | 打 点 | 盗 塁 | 盗 塁 死 | 犠 打 | 犠 飛 | 四 球 | 敬 遠 | 死 球 | 三 振 | 併 殺 打 | 打 率 | 出 塁 率 | 長 打 率 | O P S |
| --------- | --------- | ----- | ----- | ----- | ----- | ----- | -------- | -------- | -------- | ----- | ----- | ----- | -------- | ----- | ----- | ----- | ----- | ----- | ----- | -------- | ----- | -------- | -------- | ----- |
| 2006      | 楽天      | 7     | 17    | 15    | 1     | 3     | 2        | 0        | 0        | 5     | 0     | 0     | 0        | 1     | 0     | 1     | 0     | 0     | 4     | 0        | .200  | .250     | .333     | .583  |
| 2007      | 楽天      | 1     | 4     | 4     | 0     | 1     | 0        | 0        | 0        | 1     | 0     | 0     | 0        | 0     | 0     | 0     | 0     | 0     | 1     | 0        | .250  | .250     | .250     | .500  |
| 2008      | 楽天      | 14    | 43    | 39    | 6     | 8     | 0        | 1        | 1        | 13    | 3     | 0     | 0        | 1     | 1     | 0     | 0     | 2     | 8     | 2        | .205  | .238     | .333     | .571  |
| 通算：3年 | 通算：3年 | 22    | 64    | 58    | 7     | 12    | 2        | 1        | 1        | 19    | 3     | 0     | 0        | 2     | 1     | 1     | 0     | 2     | 13    | 2        | .207  | .242     | .328     | .570  |

### 年度別守備成績
| 年 度 | 球 団 | 外野  | 外野  | 外野  | 外野  | 外野  | 外野     |
| 年 度 | 球 団 | 試 合 | 刺 殺 | 補 殺 | 失 策 | 併 殺 | 守 備 率 |
| ----- | ----- | ----- | ----- | ----- | ----- | ----- | -------- |
| 2006  | 楽天  | 7     | 9     | 0     | 0     | 0     | 1.000    |
| 2007  | 楽天  | 1     | 1     | 0     | 0     | 0     | 1.000    |
| 2008  | 楽天  | 14    | 26    | 1     | 0     | 0     | 1.000    |
| 通算  | 通算  | 22    | 36    | 1     | 0     | 0     | 1.000    |

### 背番号
- 24 （2006年 - 2009年）

## 関連情報

### 映画出演
- 『ミスター・ルーキー』（2002年）エキストラとして。